# Повітряно-пульсаційна відсаджувальна машина
Повітряно-пульсаційна відсаджувальна машина (рос. воздушно-пульсационная отсадочная машина, англ. pulsating jig, нім. Pulsatorsetzmaschine f) — гідравлічна відсаджувальна машина, в якій коливний рух води відносно нерухомого решета з робочою постіллю викликається дією повітряних пульсаторів. Існує багато типів П.-п.в.м., що відрізняються в основному конструктивним рішенням повітряних камер: бічним або підрешітним. Підрешітне розташування повітряних камер є найпрогресивнішим рішенням, яке дозволяє суттєво збільшити площу відсадження, підвищити продуктивність відсаджувальної машини без істотної зміни її розмірів. П.-п.в.м. застосовують для відсадження кам'яного вугілля, крупно- і середньовкраплених олов'яних, вольфрамових руд і руд рідкісних металів.
Відсаджувальні машини для збагачення вугілля
При збагаченні вугілля повітряно-пульсаційні відсаджувальні машини витиснули машини інших конструкцій. Для збагачення коксівного і енергетичного вугілля використовуються відсаджувальні машини МО-208-1, МО-312-1, МО-318-1, МО-424-1 і МО-636-1, а для збагачення антрацитів — машини ОМА-8 і ОМА-10.